# Günther Siebert
Günther Siebert (* 28. Januar 1920 in Berlin; † 22. Januar 1991) war ein deutscher Mediziner, Physiologe und Hochschullehrer; er war 1969–1970 Rektor der Universität Hohenheim (LWH).

## Leben und Wirken

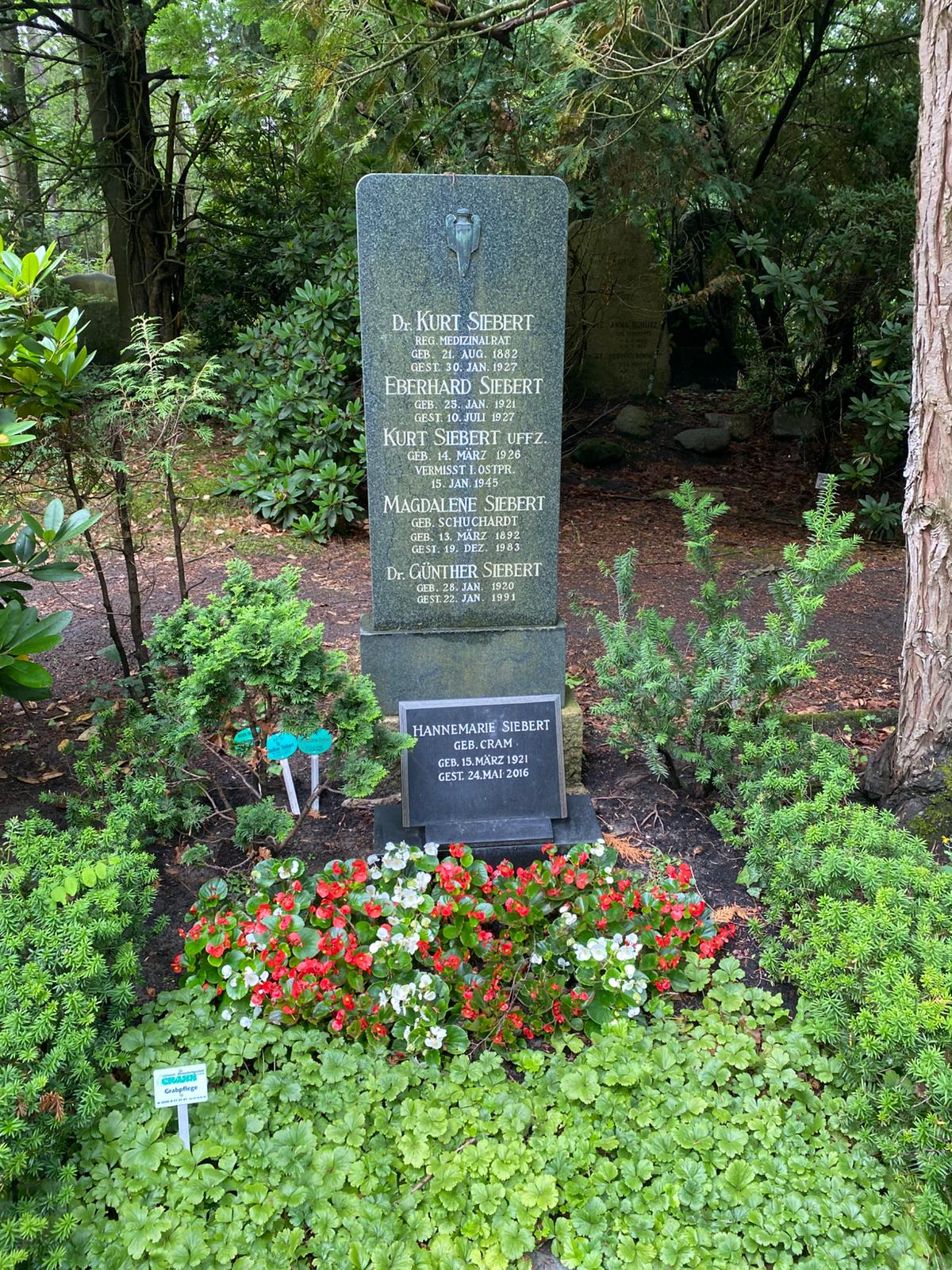
Grabstätte auf dem Parkfriedhof Lichterfelde

Nach dem Abitur am humanistischen Gymnasium Berlin studierte Siebert Medizin an den Universitäten in Freiburg, München und Berlin. Sein medizinisches Staatsexamen legte er 1944 an der Universität Berlin ab, 1945 erfolgte die Promotion zum Dr. med. an derselben Universität. Danach wechselte er als wissenschaftlicher Assistent an die Universität Mainz und habilitierte sich dort 1951 mit Venia legendi für das Fachgebiet Physiologische Chemie als Privatdozent. Von 1955 bis 1956 forschte er am Department for Biochemistry der New York University. Nach seiner Rückkehr wurde Siebert 1957 apl. Professor der Universität Mainz und erhielt eine Gastprofessur an der medizinischen Fakultät Condi Shapoor im Iran (1960) und Gastprofessur in Houston, Texas.
1967 nahm er den Ruf als Ordinarius auf den Lehrstuhl für Ernährungswissenschaften als Professor für Ernährungsphysiologie am Institut für Biologische Chemie der Universität Hohenheim an. In den Jahren 1969–1970 war er Rektor der Universität Hohenheim. 
1979 folgte er dem Ruf an die Universität Würzburg auf den Lehrstuhl für Experimentelle Zahnheilkunde, den er bis zur Emeritierung 1988 innehatte.
Günther Siebert verstarb wenige Tage vor Vollendung seines 71. Lebensjahres und wurde auf dem Parkfriedhof Lichterfelde beigesetzt.

## Mitgliedschaften
- Präsident der Deutschen Gesellschaft für Ernährung
- Leiter einer Arbeitsgruppe im Senatsausschuss der Deutschen Forschungsgemeinschaft (DFG)